# フナ
フナ（鮒、鯽、鮅）は、コイ目コイ科コイ亜科フナ属（フナぞく、学名: Carassius）に分類される魚の総称。ユーラシア大陸において広く分布する魚の一種。

## 概要
日本を含むユーラシア大陸に広く分布し、河川、湖沼、ため池、用水路など、水の流れのゆるい淡水域などにも生息し、水質環境の悪化や酸欠にも強い。
日本において、昔話や文献などにも登場し、身近な淡水魚であり古くから親しまれている。
他のコイ目の魚同様背びれは1つだけで、ひれの棘条は柔らかくしなやかである。背中側の体色は光沢のある黒色か褐色で、腹側は白い。全体的な外見はコイに似るが、口元にひげがない。また、コイに比べて頭が大きく、体高も高い。体長は10 - 30 cm程度だが、ゲンゴロウブナやヨーロッパブナは40 cmを超えるものもいる。
ゲンゴロウブナとその品種改良種であるヘラブナは植物プランクトンを食べるが、他のフナはほとんどが雑食性である。水草、貝類、昆虫類、甲殻類、ミミズ、パンなど、さまざまなものを食べる。
産卵期は春で、浅瀬の水辺に集まって水草などに直径1.5 mm程度の付着性卵を産みつける。
氷で閉ざされた池などの無酸素状態を乳酸からエタノールに変換することで短期間だが生き残る。

## 分類

中琉球のフナ類。普通個体（上）、半透明鱗（中）、全透明鱗（下）。当該地域では透明鱗や緋鮒が出現しやすい。

フナは生物学的な分類が難しいとされている魚のひとつである。地域や個体によって同種でも変異が激しく、姿・形・色だけで種を判別することはできないため、初心者が種類を見分けることは困難である。例えば、日本社会においては、「フナ」と呼ばれる魚は慣例的に細かい種類に呼び分けられている。しかし、その「種類」がそれぞれ生物学的に別種か、亜種か、同じ種なのかはいまだに確定されていない。なお、俗に言う「マブナ」はゲンゴロウブナと他のフナ類を区別するための総称である。
ギンブナ Carassius sp.または Carassius buergeri langsdorfii
全長30 cmほど。日本全国に広く分布する。中国や朝鮮半島にも分布するとされるが、国外での分布における詳細は不明。
日本産の物同士でも明確に染色体数が異なる系統があり、宮崎・岡山産の個体は染色体がフナの基本である100本だが、関東・琵琶湖産のものは明らかにこれより多く156本が大半（一部206本のものも）でほぼ全てがメスであり、無性生殖の一種である雌性発生でクローン増殖することが知られている。関東地方では雄が全くいないが、九州などの地域では極稀に発生する場合がある。
キンブナ Carassius buergeri subsp. 2
日本の関東地方・東北地方の太平洋側に分布する。全長は15 cmほどで、日本のフナの中では最も小型。名のとおり体が黄色っぽく、ギンブナよりも体高が低く背鰭の基底や条数、鰓耙数が少ないなどの特徴がある。
東北地方（青森県鰺ヶ沢以南）の日本海側には分布しないとされるが、同様の似た個体群は存在するため分類は難しい。
準絶滅危惧（NT）（環境省レッドリスト）(2007年)
オオキンブナ Carassius buergeri buergeri
(†注: FishBase では okin-buna と naga-buna をこの学名魚の一般名として併記する)
静岡県以西の本州、四国、九州に分布する。全長40 cmほど。1960年代まではキンブナあるいはギンブナと同一として扱われていた。名のとおりキンブナに似るが大型になる。関東地方でも移入している説がある。
ゲンゴロウブナ Carassius cuvieri
琵琶湖固有種。全長40 cmほど。体高が高くて円盤型の体型をしている。植物プランクトンを食べるため、鰓耙が長く発達し、数も多い。釣りの対象として人気があり、今や日本各地に放流されている。ヘラブナとはゲンゴロウブナを品種改良したもの。
絶滅危惧IB類 (EN)（環境省レッドリスト）(2007年)
ニゴロブナ Carassius buergeri grandoculis
琵琶湖固有種。全長30 cmほど。頭が大きく、下あごが角ばっているのが特徴である。滋賀県の郷土料理である鮒寿司にも使われる。
絶滅危惧IB類 (EN)（環境省レッドリスト）(2007年)
ナガブナ Carassius buergeri subsp. 1
典型的な個体は諏訪湖、三方湖周辺、東北地方、北陸地方、山陰地方などの日本海側にも分布するとされる。全長25 cmほど。名のとおり体高が低くて幅が厚く、円筒形に近い体型をしている。背鰭の条数及び基底は短く、口は大きく喉元が角張ることも多いがいずれも変異が激しい。また、体に対して頭と目が大きいのも特徴である。体色がやや赤っぽいことから、諏訪湖ではアカブナ呼ばれ、クロブナ (ギンブナ) よりも美味とされた。
秋田県や富山県などの日本海側では、キンブナのように体色が金色で喉元が著しく角張る個体群が存在する。
情報不足（DD）（環境省レッドリスト）(2007年)
ヨーロッパブナ Carassius carassius
ヨーロッパから中国北部まで分布する（日本には分布しない）。全長60 cm、体重3 kgに達する大型種。ヨーロッパではCrucian carp（クラシアンカープ）と呼ばれる。また、英語ではこのクラシアンカープが属名魚(type species)となっており、例えばニゴロブナのことを "crucian carp" や "nigoro crucian carp"と表記したりするので混乱する。
ギベリオブナ Carassius gibelio
遺伝子研究の結果、キンギョの原種とされる、アジア系のフナ。英名 "Prussian carp"

多様なフナ類
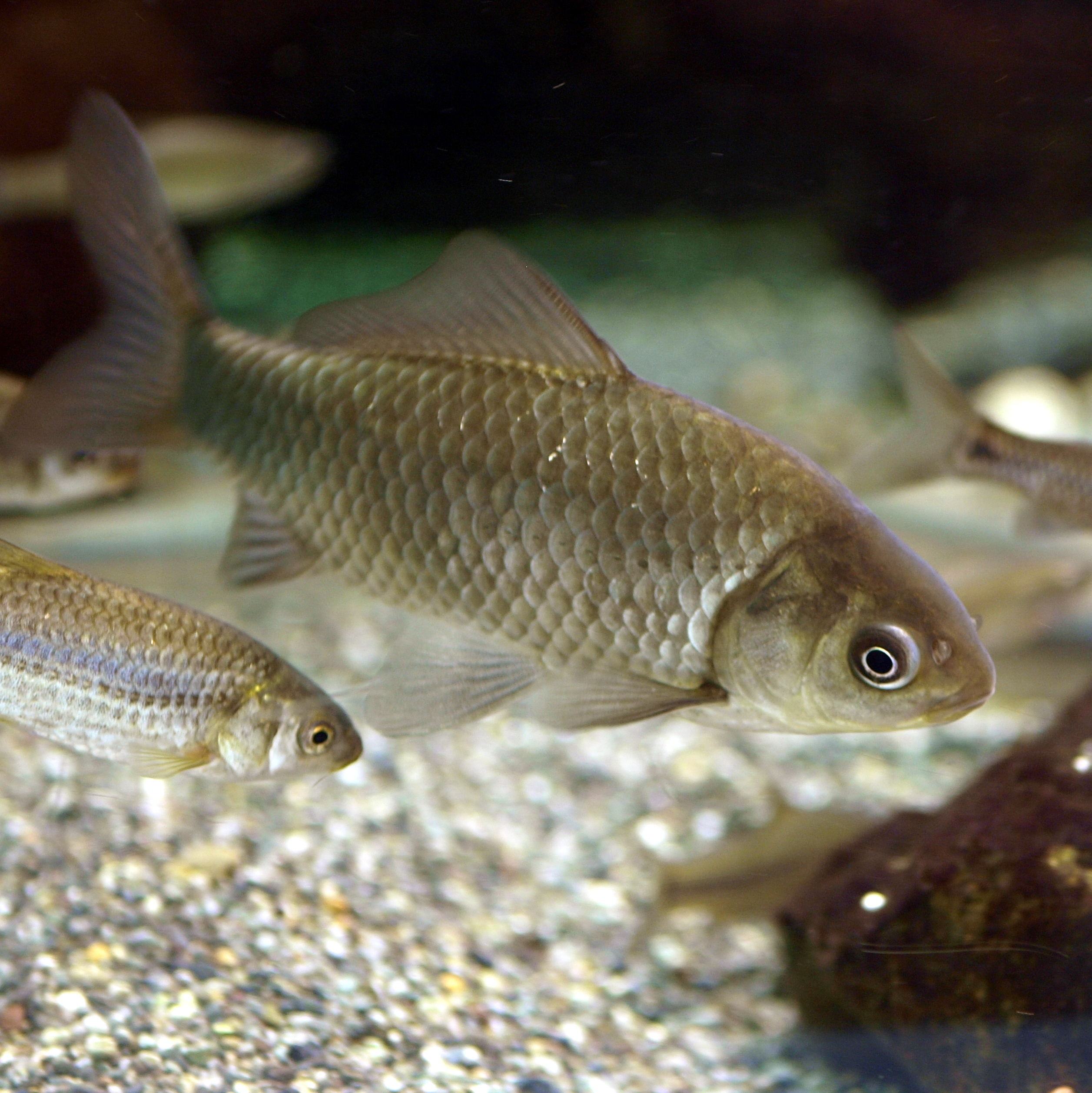
ギンブナ
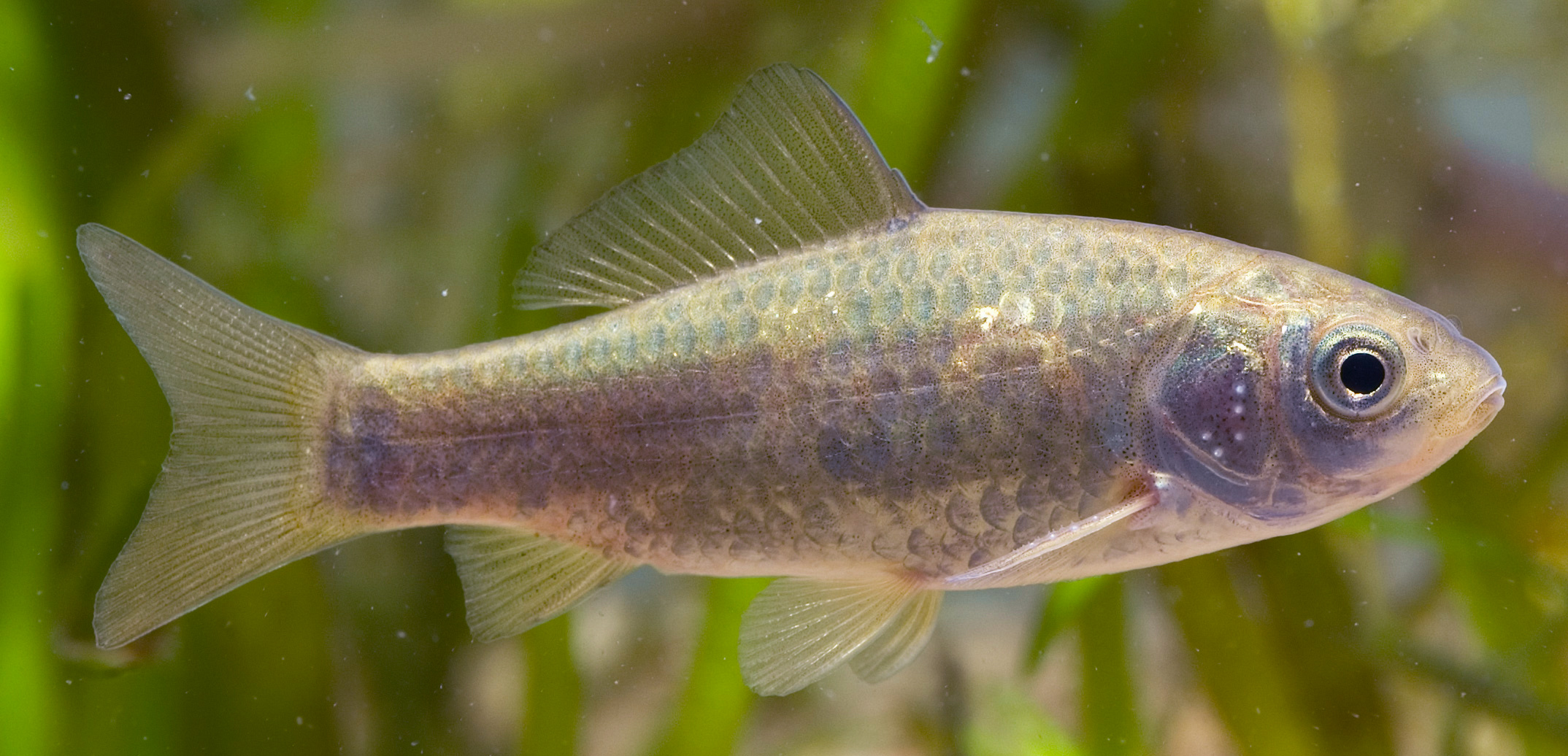
キンブナ
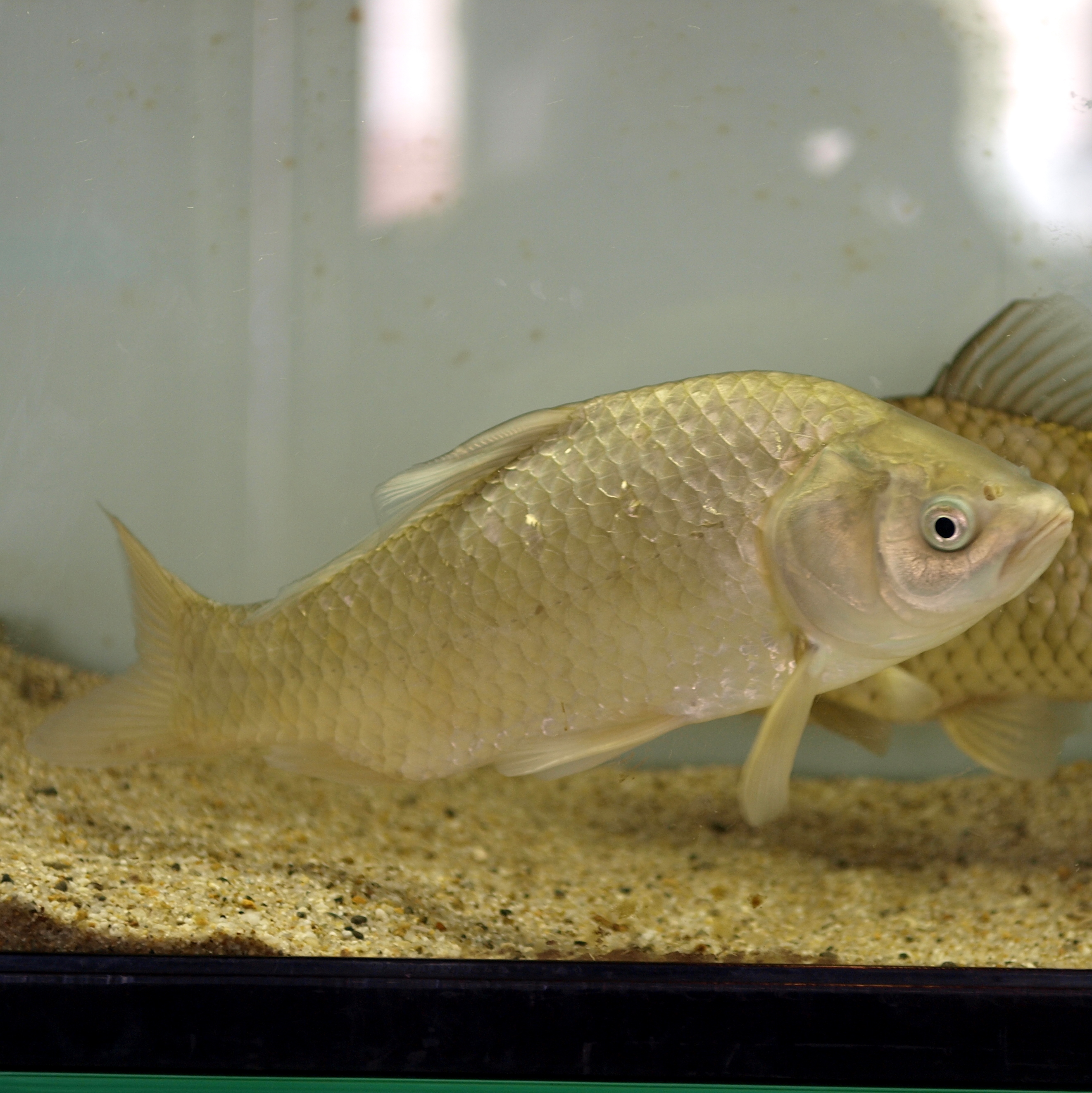
ゲンゴロウブナ
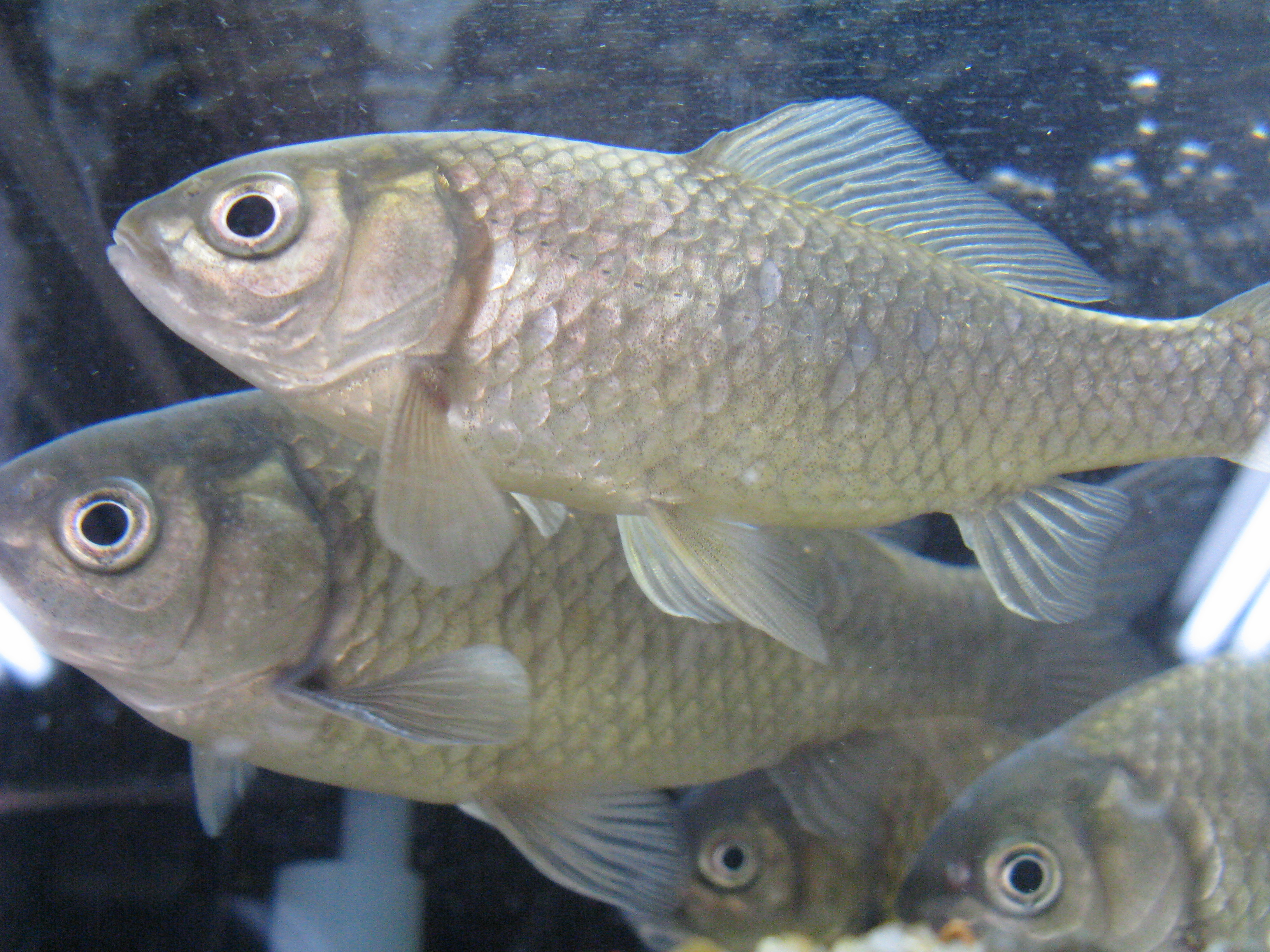
ニゴロブナ
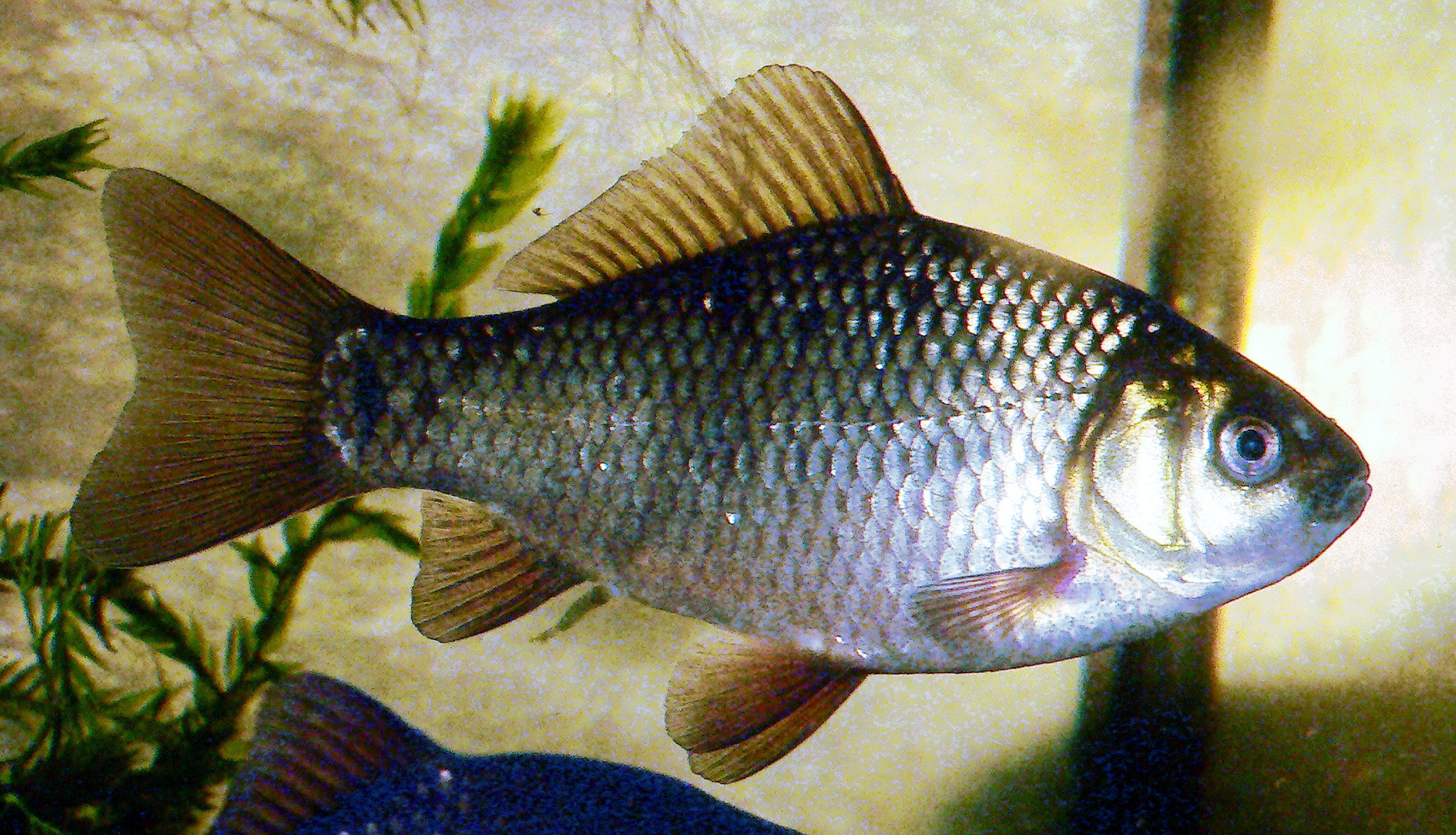
ヨーロッパブナ（クラシアンカープ Crucian carp）
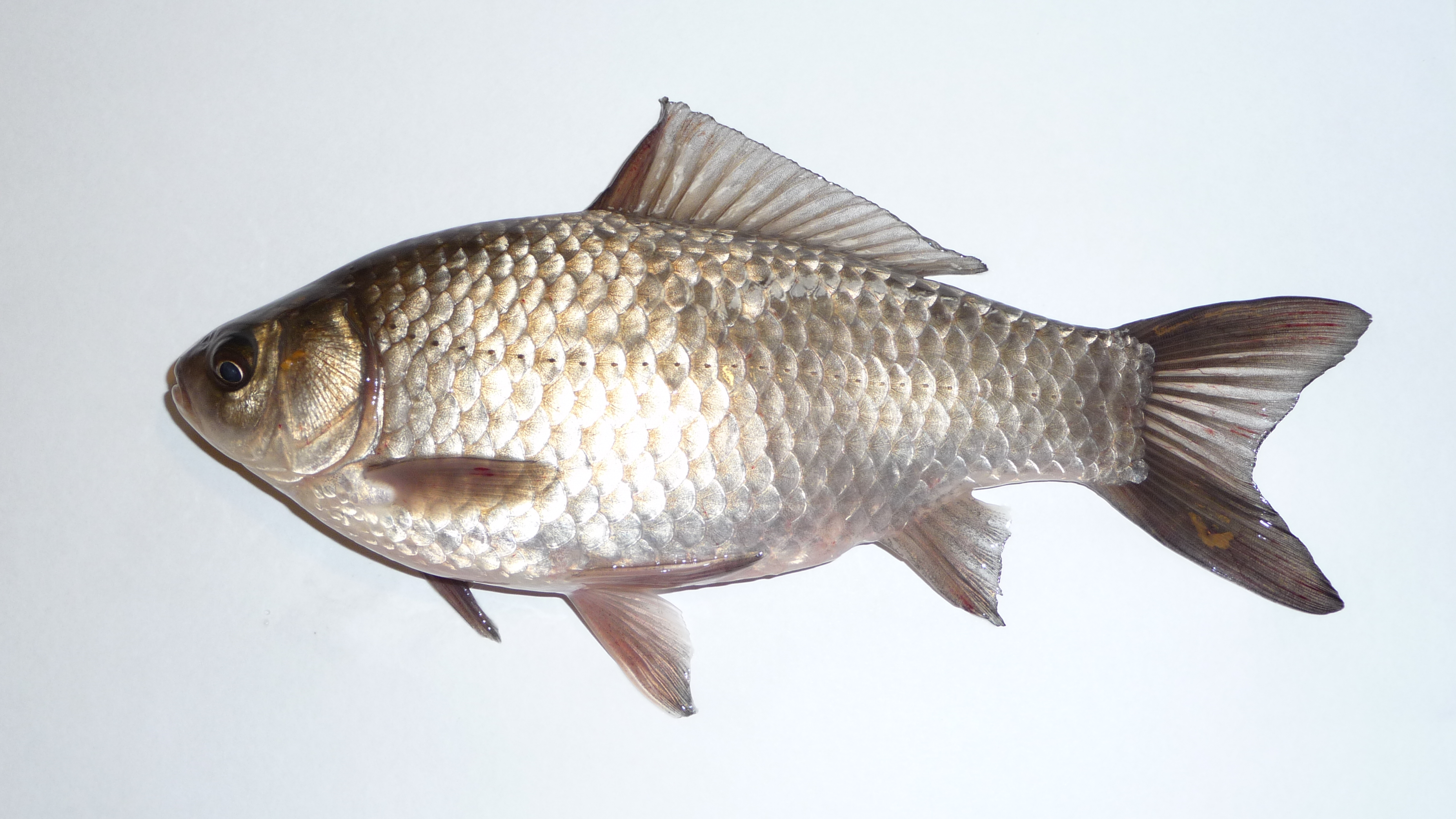
ギベリオブナ
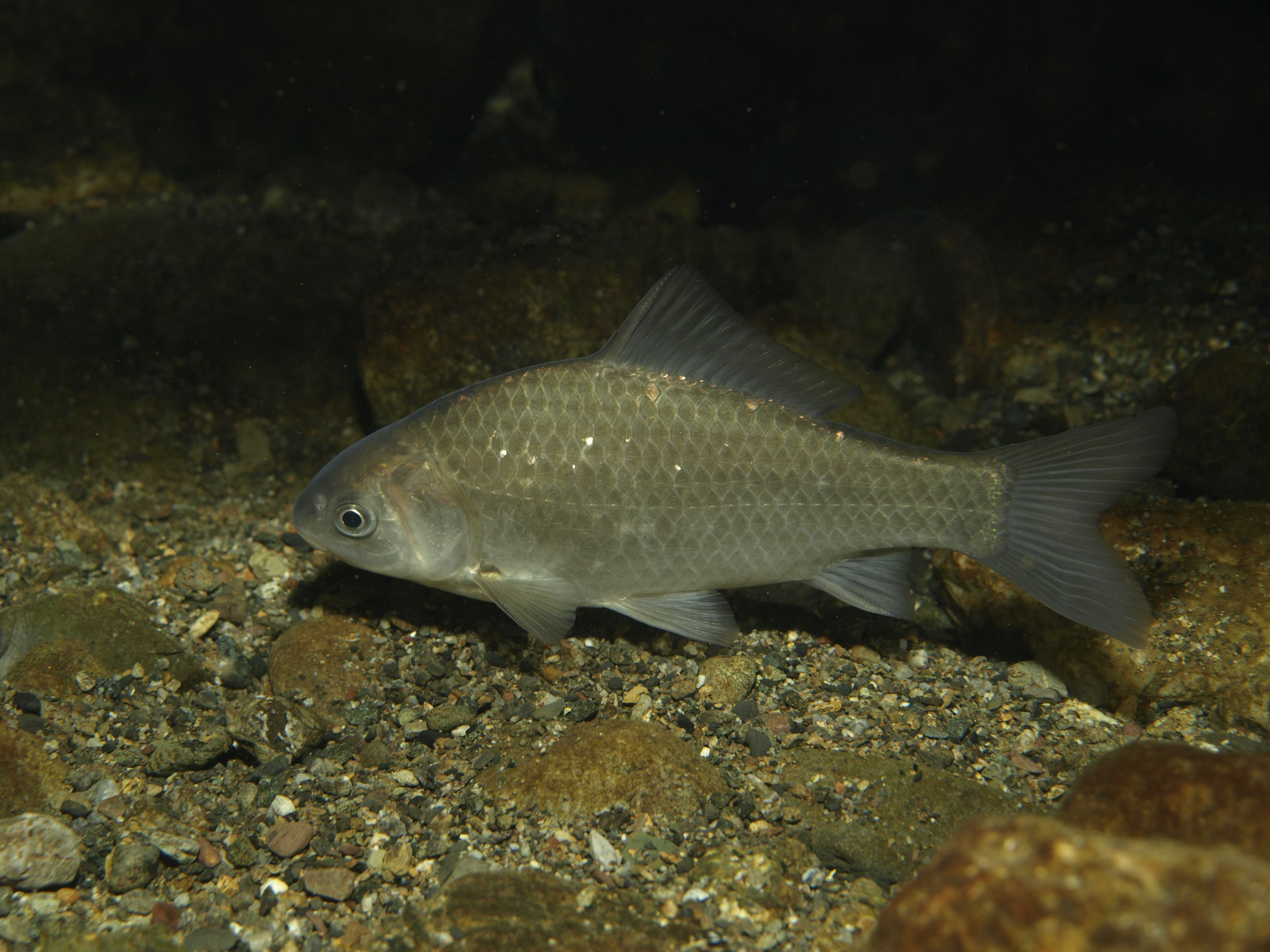
野生下のオオキンブナ、三重県。背鰭軟条数は15。
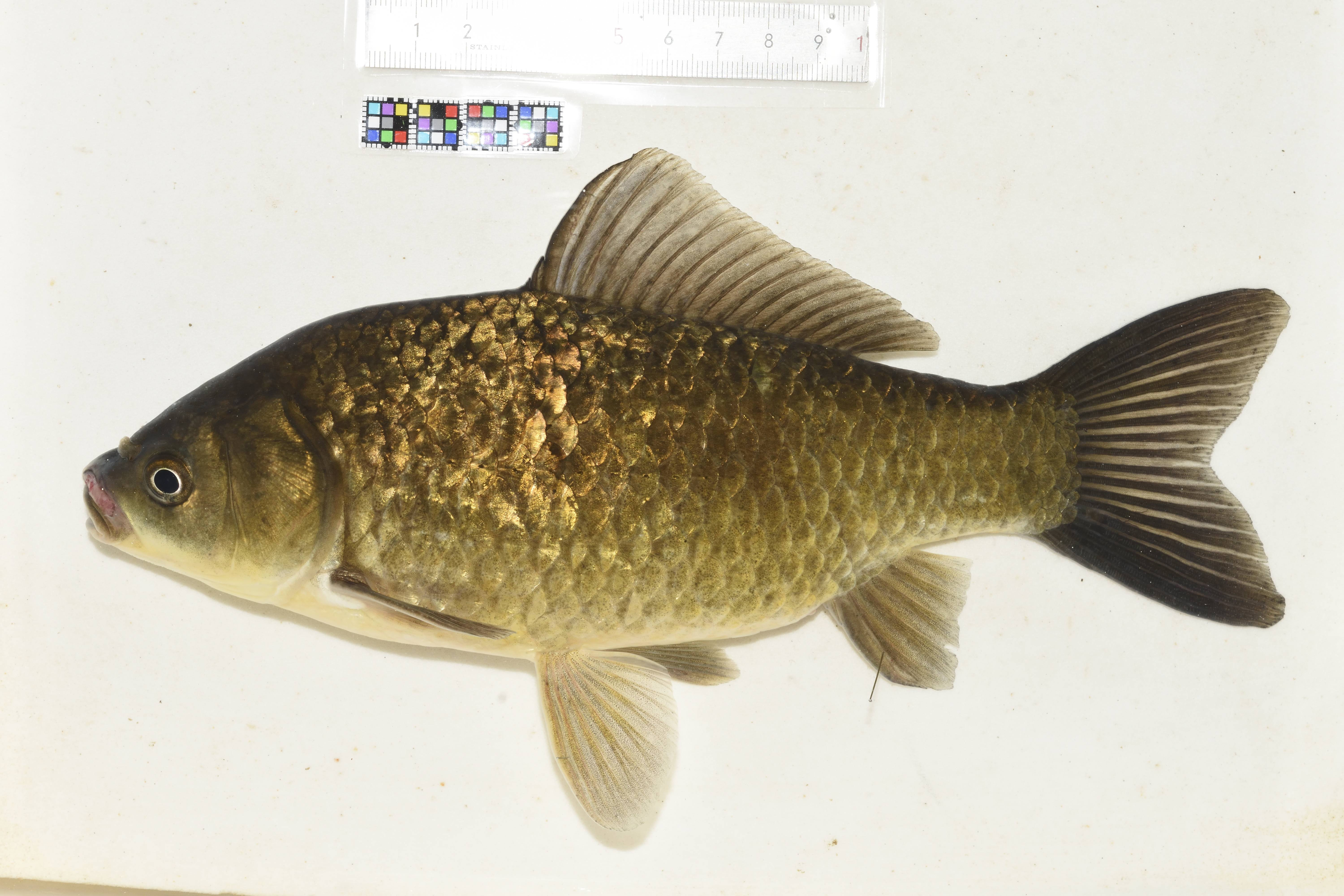
金色を強く帯びる、オオキンブナと思われる個体（筑後川水系）、背鰭軟条数は16。
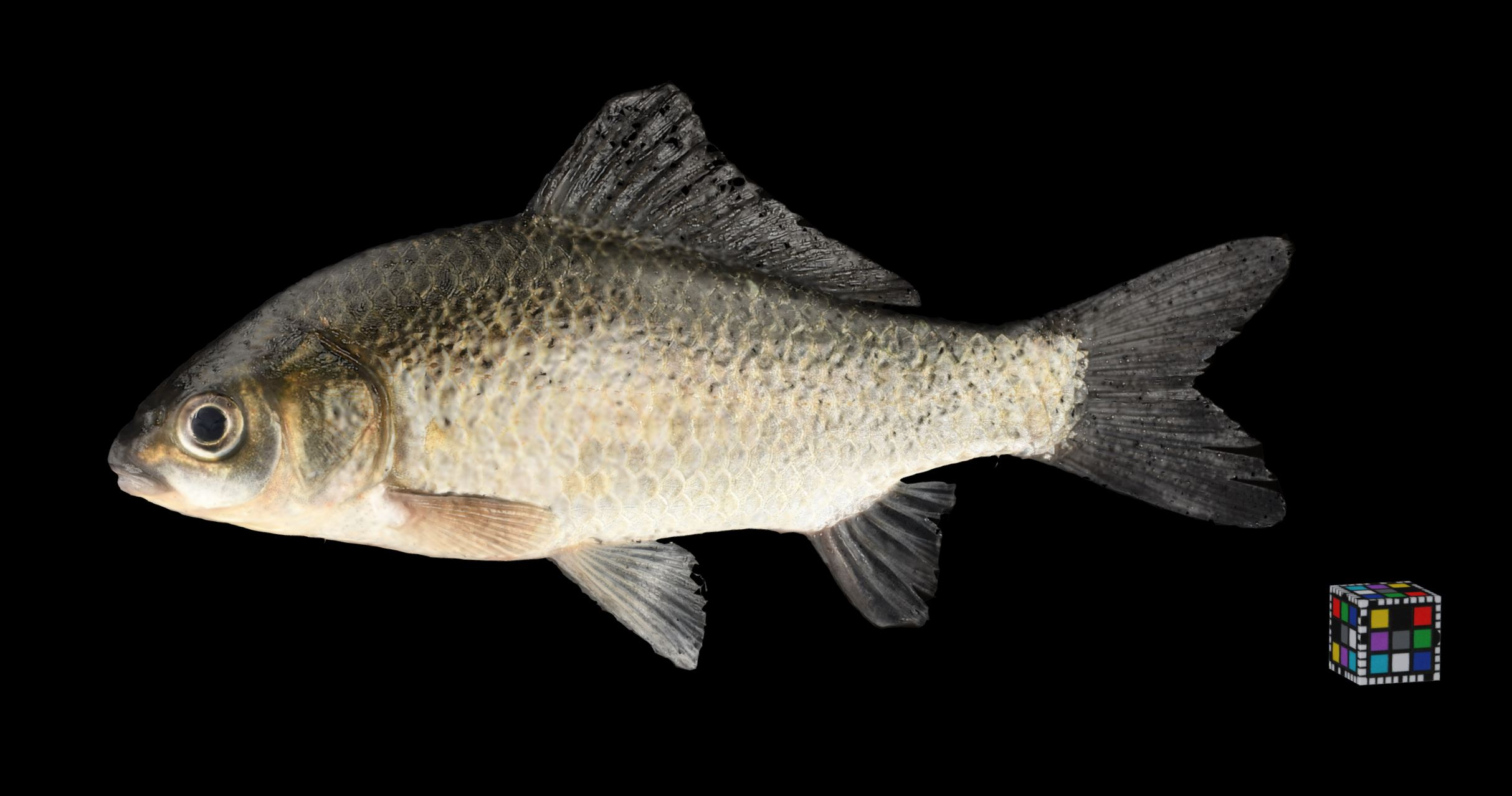
オオキンブナと思われる個体の3Dモデル。筑後川水系。背鰭軟条数は15。
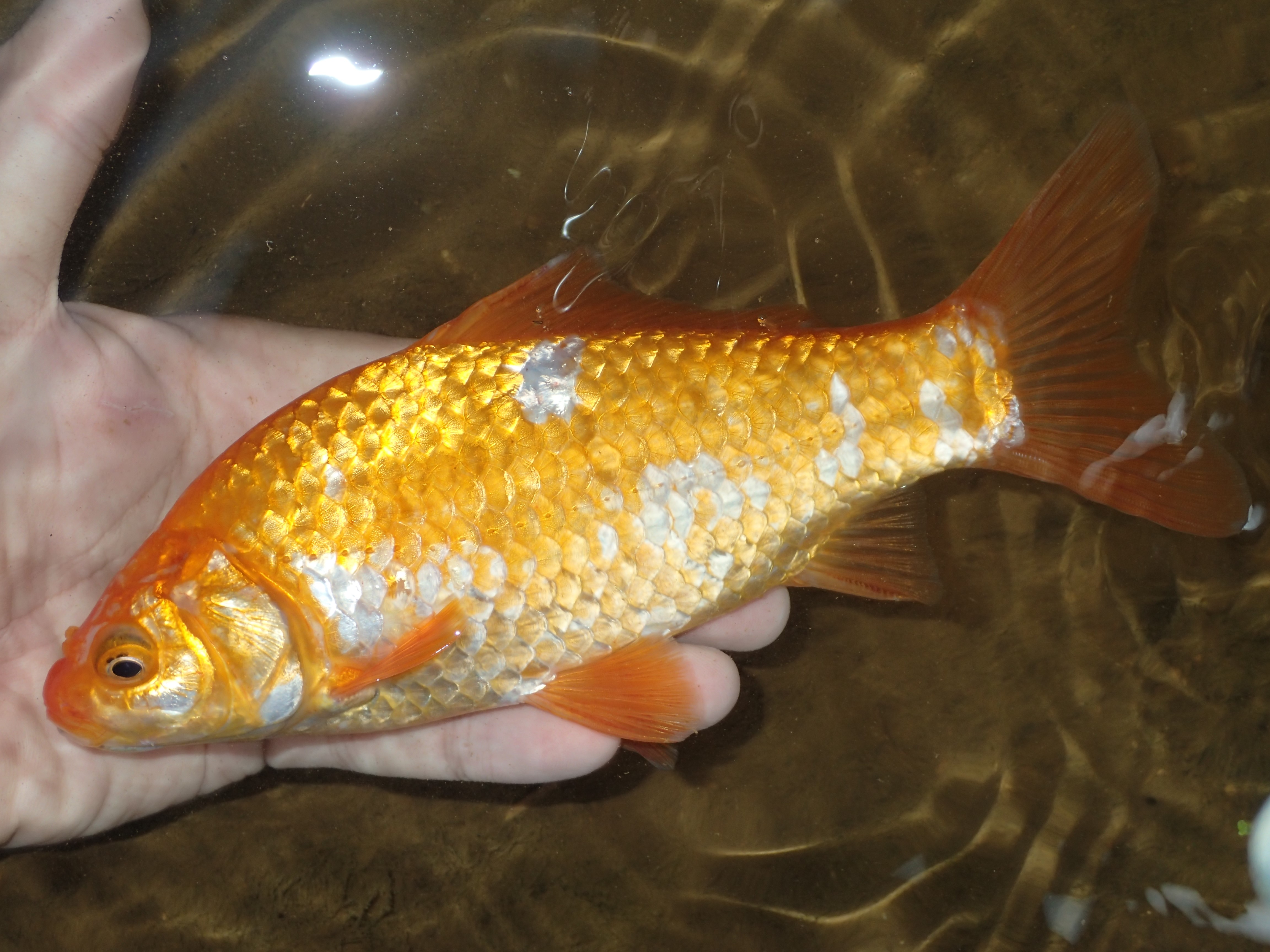
琉球における野生の「ヒブナ・緋鮒」。在来性や分類は不明。
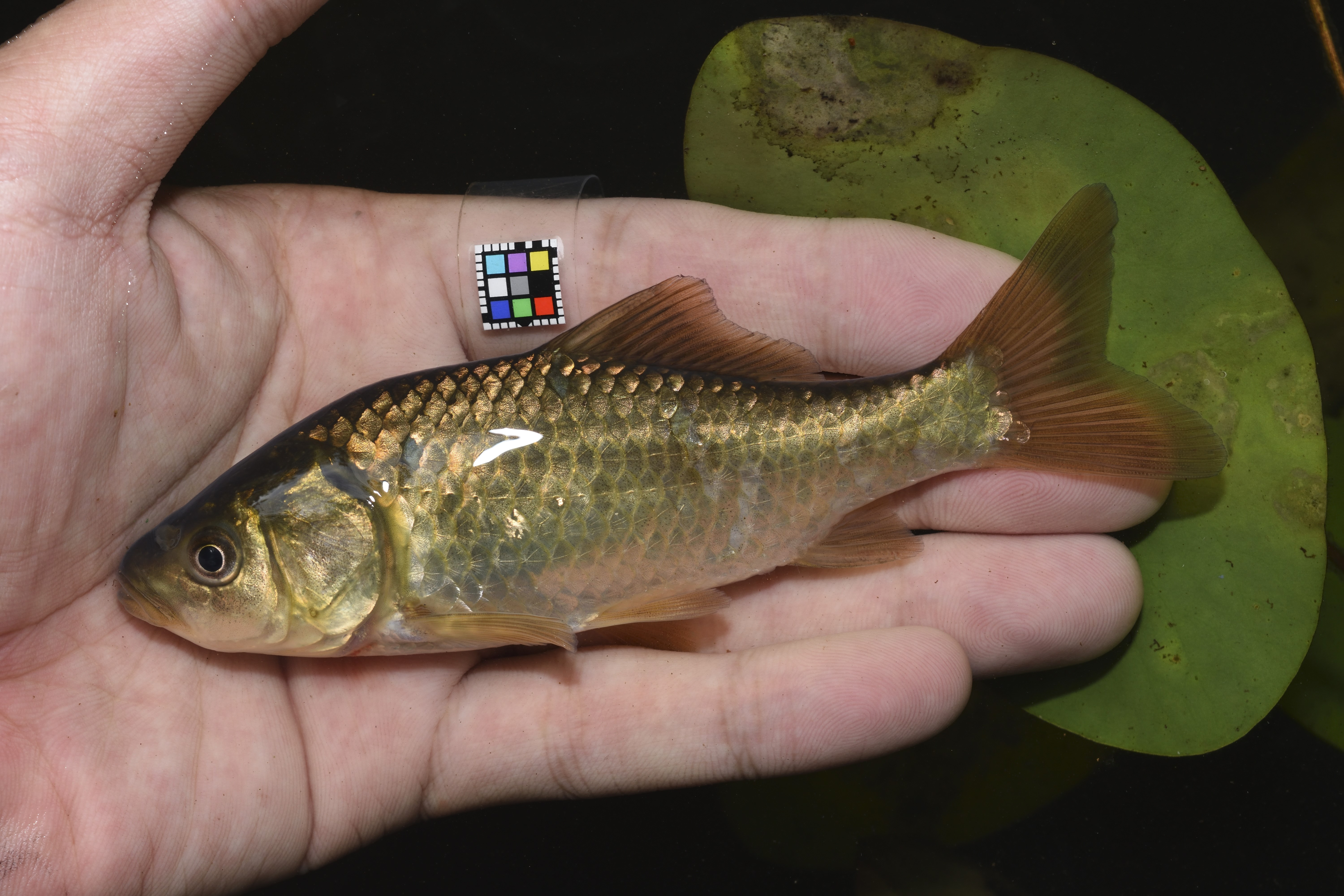
東北日本海側のキンブナ。

コイとは別属だが容易に雑種が生まれ、両親の中間のような外見になる。メスは生殖能力があり、普通のフナのオスを雑種のメスと交配させるとフナに近い外見の正常な逆交配雑種が生まれる。オスは不妊であるが、ニシキゴイとキンギョの交配した際に、稀に精子を生産する個体がいる。

## 文化
フナは、人間に触れやすい環境に生息していることから、身近な魚として人々に親しまれてきた。例えば、日本社会では多くの人が知っている文部省唱歌『ふるさと』（高野辰之作詞・岡野貞一作曲）には、「小鮒（こぶな）釣りしかの川」という一節があり、郷里のイメージのひとつとして歌われている。また、日本の古典文学である『万葉集』や『今昔物語集』にも「鮒」はしばしば登場している。なお、こうした古典文学におけるフナの別名としては波臣、フモジ、山ぶきなどがある。
また、色素変異を起こして体色が赤色となったものをヒブナとよぶ。キンギョはヒブナをさらに品種改良したものである。

### 釣り
釣りでの餌はヘラブナを除けばミミズや練り餌や赤虫等が用いられる。フナは水の流れのゆるいところにいるので、ウキを利用した釣り方が一般的である。釣り上げる際には、うまくウキの動きに合わせて釣り竿を上げる必要があるが、それほど高級な釣具を使う必要もなく、さまざまな淡水域に生息している魚であるため、年齢を問わず多くの人々にフナは魚とりや釣りの対象となっている。そのため、「釣りは鮒に始まり鮒に終わる」と言われるほど基礎的な釣りである。

### 食文化

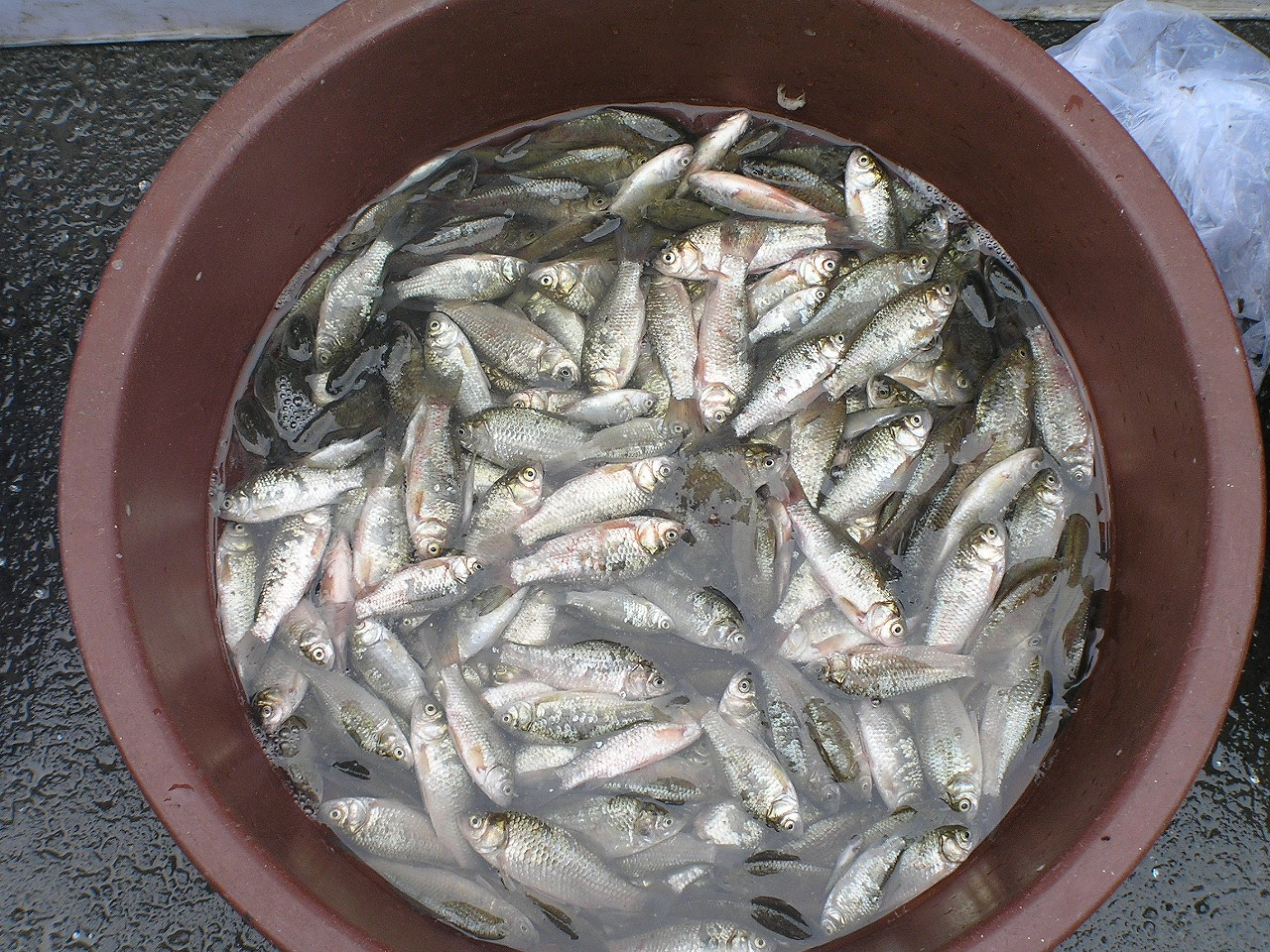
中国の露天で売られているマブナ。中国ではよく食べられる。

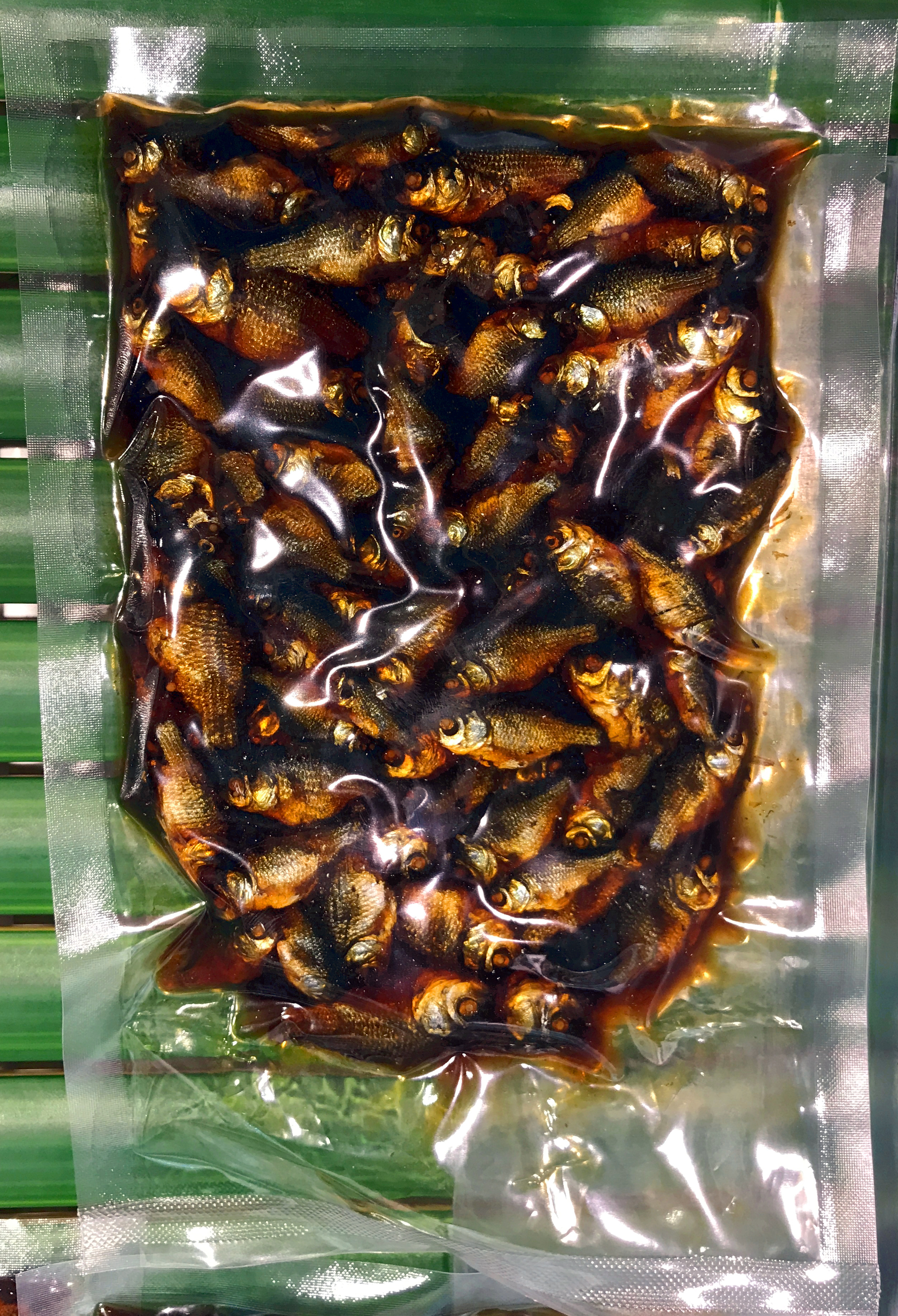
真空パック包装された鮒の甘露煮

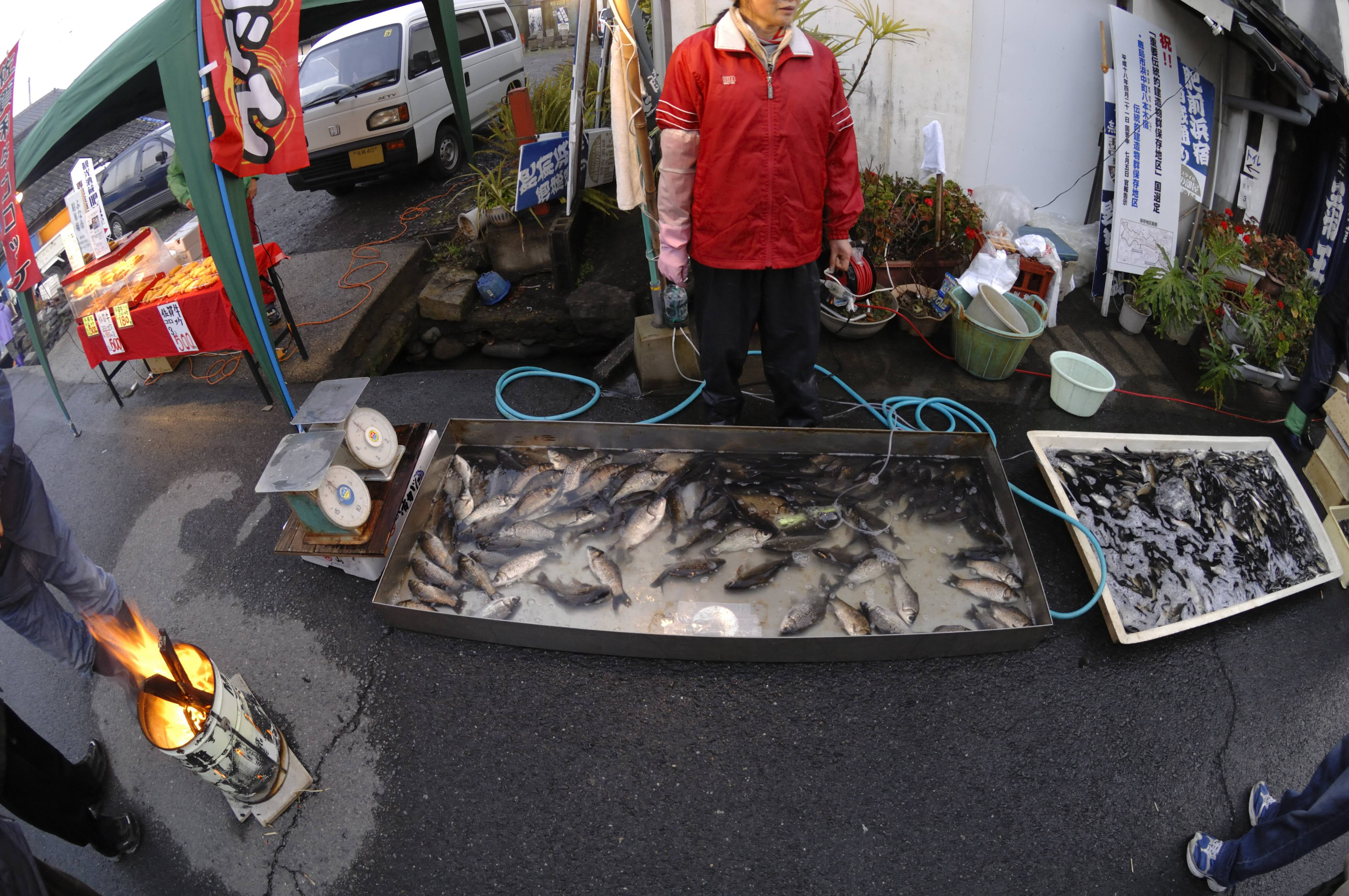
佐賀県鹿島浜町の「ふな市」

フナはアジア地域においてしばしば食用とされる。
日本においては滋賀県の「鮒寿司」や愛知県・岐阜県・三重県の「鮒味噌」、岡山県の「鮒飯」、佐賀県（鹿島市）の「鮒の昆布巻き(ふなんこぐい)」などの伝統的なフナの料理が知られている。かつては身近で重要な蛋白源としてよく食べられていたが、近年では、淡水魚独特の泥臭さが敬遠されたり、フナそのものが水環境の悪化によって減少したりしているため、一般的には食べる機会は減っている。しかし、フナの食利用が途絶えたわけではなく、例えば滋賀県の鮒寿司は現在でも著名な特産品の一つである。佐賀県鹿島浜町では毎年1月19日の早朝から「ふな市」が行われ、鮒が販売されている。早朝に買い求めた客はそれぞれが家庭にて「ふなんこぐい」として調理するのに半日以上を要するため、翌日の二十日正月に間に合わせるため、市は早朝に開催される。ふな市ではヘラブナよりマブナが美味とされ、より高額で売られている。日本において、一部の地域では水田にフナを放流し、水を抜く際に大きく育つことを利用して食用として育てる地域がある。
その他、日本での一般的な調理方法として、塩焼きや煮付け、天ぷら、甘露煮、刺身、洗いなどがあるほか、小さいフナを複数、一本の竹串で刺し連ね、タレをつけて焼くすずめ焼きなどもある。また、小鮒を素焼き(白焼き)にしてから煮るとよいダシが出るという。香川県では、酢漬けにしたフナの切り身を野菜と酢味噌で和えた「てっぱい」という料理もある。長野県佐久地域の「鮒寿司」は、フナの甘露煮を酢飯の上に載せたもので、滋賀の鮒寿司とは異なる。
しかし、生食や加熱不完全な調理状態の物を摂食すると、肝吸虫や有棘顎口虫 (Gnathostoma spinigerum) による寄生虫病を発症する可能性がある。

### 漁業
フナは内水面漁業の主要な漁獲魚種である。日本における2004年の総漁獲量は2258 tで、養殖を除くとサケ・マス、アユに次ぐ漁獲量だった。都道府県別に見ると埼玉県 (290 t) が最も多く、続いて岡山県 (266 t)、茨城県 (251 t)、千葉県 (184 t)、熊本県 (180 t)、青森県 (140 t)、岐阜県 (118 t)、新潟県 (117 t)、島根県 (113 t)、滋賀県 (112 t) の順に多い（水産庁平成16年漁業・養殖業生産統計(概数)による）。天然魚の捕獲だけで無く養殖用種苗魚生産と農業用溜め池や水田での養殖も行われている。

### 記念日
茨城県古河市の甘露煮店組合が「フナの日」を制定している。最初は「いい(11)フ(2)ナ(7)」の語呂合わせから11月27日を「いい鮒の日」としたが、翌年には2月7日「フ(2)ナ(7)」の語呂合わせにちなんで2月7日を「フナの日」とした。